# Glattpark

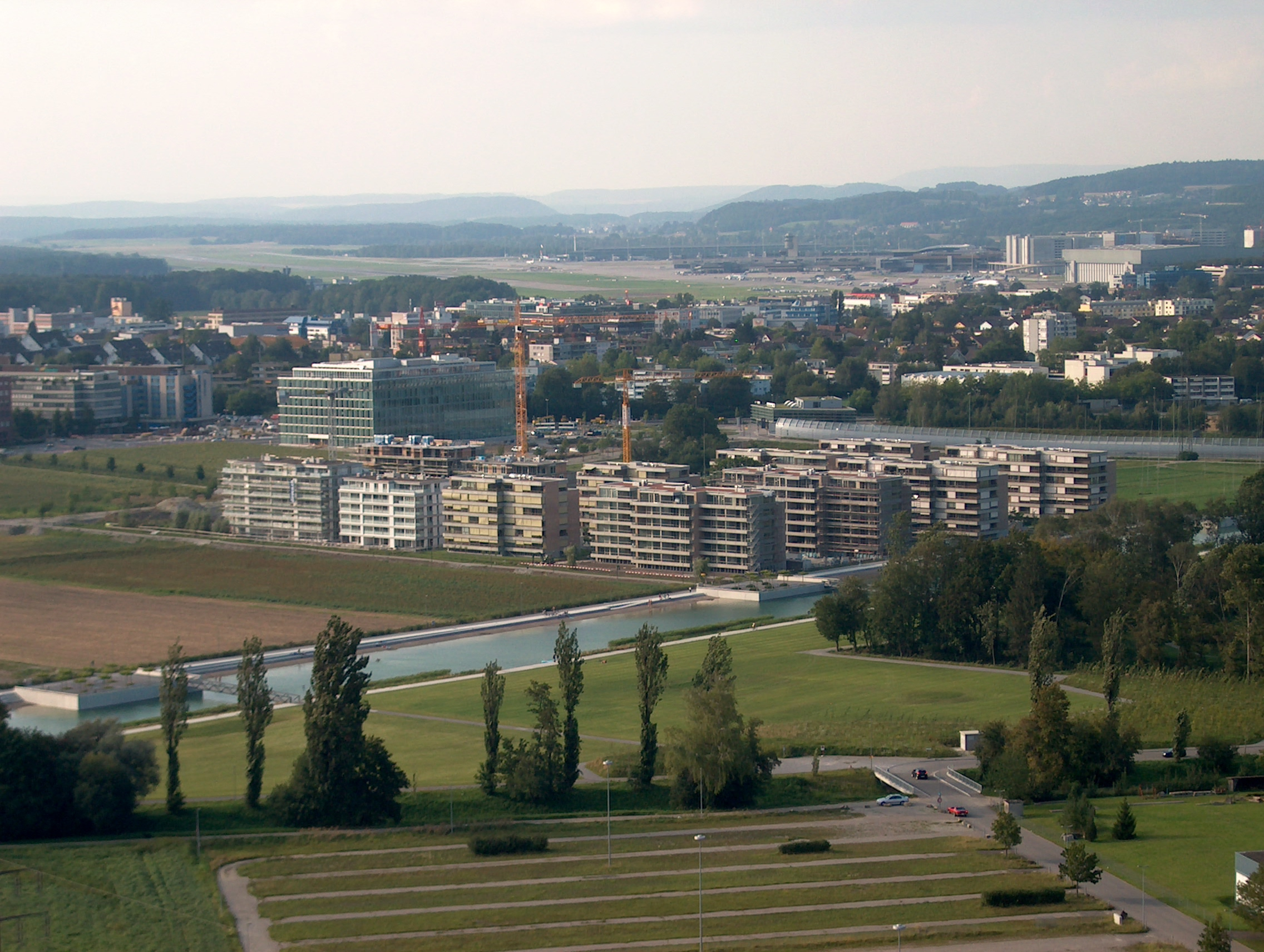
Glattpark August 2007

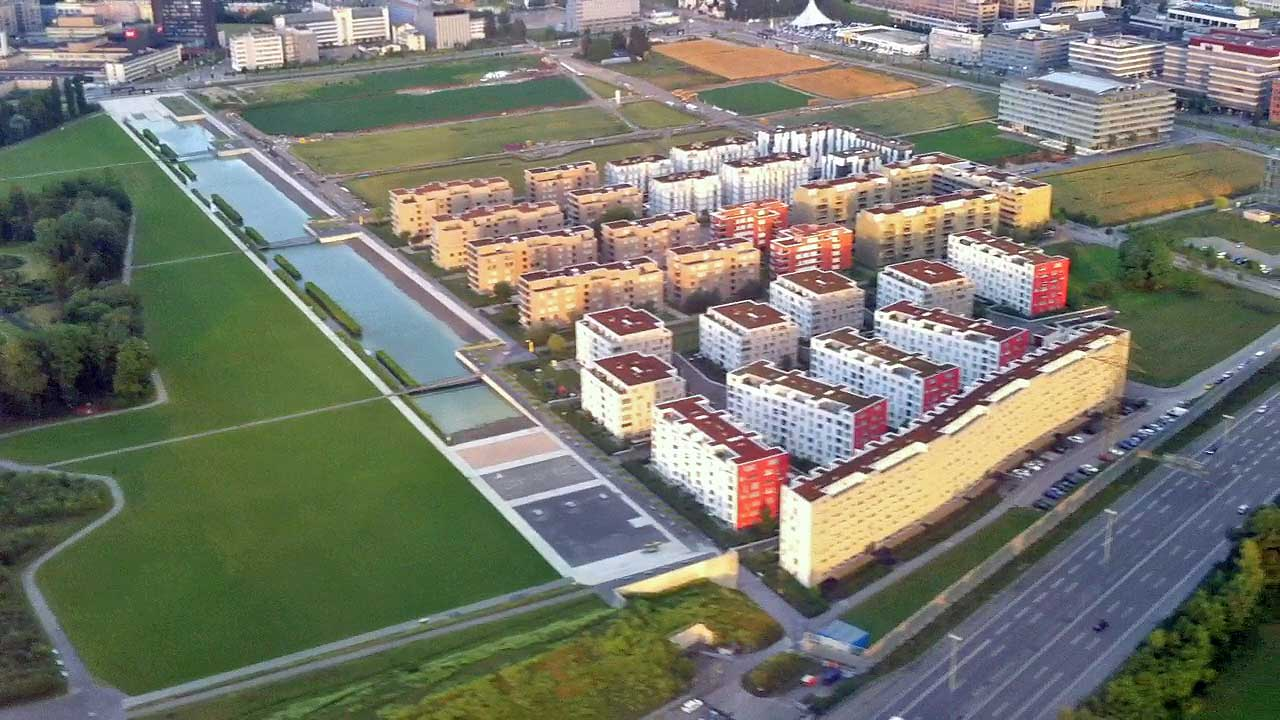
Glattpark Juni 2011

Der Glattpark ist eine Ortschaft und ein Stadtquartier in Entstehung in Opfikon in der Schweiz, unmittelbar an der Grenze zur Stadt Zürich. Im Rahmen der Entwicklung wurde ab Baubeginn im Jahr 2001 bis etwa 2020 ein beinahe komplettes neues Quartier erstellt, das Raum für 7000 Einwohner und etwa gleich viele Arbeitsplätze bietet.

## Lage und Umgebung
Positive Standortfaktoren, die zur Vermarktung genutzt werden konnten, sind die direkte Nähe zur Stadt Zürich, wo in Oerlikon und Seebach ähnliche Bauprojekte bestanden. Die im Norden der Stadt ansässigen grossen Dienstleistungsbetriebe sowie weitere Unternehmen in Glattbrugg, Rümlang und am Flughafen Zürich versprachen eine grosse Anzahl potentieller Arbeitsplätze. Das zu überbaute Gebiet liegt nur gut zwei Kilometer von der Schwelle der Piste 34/16 des Flughafens entfernt und befindet sich praktisch in der Pistenachse des sogenannten Südanfluges.

## Park
Als Ausgleich zur verdichteten Bauweise im Glattpark wurde im Quartierplan eine rund 12,8 Hektaren grosse Fläche für einen Park mit See konzipiert. Für die Gestaltung dieses Freiraums wurde ein internationaler Projektwettbewerb durchgeführt. Als Sieger ging das Projekt der Berliner Landschaftsarchitektin Gabriele G. Kiefer hervor. Spatenstich für den Opfikerpark war im Juni 2005, und bereits im Dezember 2006 konnte der Opfikerpark offiziell eröffnet werden. 365 Tage im Jahr sorgen Parklotsen im Park für Sauberkeit und Sicherheit. Coaches der Plattform Glattal begleiten Arbeitslose im Parkunterhalt und unterstützen sie bei der Integration in den ersten Arbeitsmarkt.

## Verkehr
Ziel war, das Quartier möglichst verkehrsarm zu halten, die meisten Verkehrsflächen wurden daher als Fussgängerzonen ausgeführt.
Neben der Glattalbahn, welche das Quartier tangiert, erschliesst seit dem 9. Dezember 2012 die Buslinie 781 der VBG das Quartier. Der nahe gelegene Bahnhof Opfikon ermöglicht den Zugang zum Netz der S-Bahn Zürich. Durch die Glattalbahn sind auch die Bahnhöfe Oerlikon und Glattbrugg direkt erreichbar.
Die im Westen verlaufende, vierspurige Thurgauerstrasse führt an den Halbanschluss Opfikon der Autobahn A51 (Flughafenautobahn).
Auf dem Gelände war einst der Betriebshof der U-Bahn Zürich geplant, welche nie realisiert worden war nach einem ablehnenden Entscheid in der Volksabstimmung 1973.